# Ali ibne Ixaque ibne Maomé ibne Gania
Ali ibne Ixaque ibne Maomé ibne Gania (m. 1188) foi um nobre dos Banu Gania que por anos esteve em guerra contra o Califado Almóada na Barbária.

## Vida

Ruínas do Alcalá dos Banu Hamade

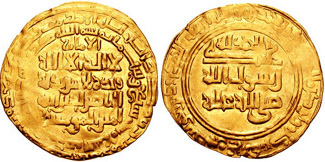
Dinar do califa Anácer r.

Iáia era filho do emir de Maiorca Ixaque ibne Maomé (r. 1155–1183) e irmão de Iáia e Abedalá. Em 1184, Maiorca estava sob controle dos almóadas, porém logo os maiorquinos se rebelaram e entregaram o poder para Ali. Pressionado pelos refugiados que o cercavam, decidiu conduzir uma guerra contra os almóadas na Barbária (Magrebe Central e Ifríquia). 23 barcos desembarcaram as tropas perto de Bugia, antiga capital do Reino Hamádida e agora capital de uma província subordinada a Marraquexe, o centro de poder do Califado Almóada. A perda de estatuto da cidade e a vinda dos sanhajas permitiram sua fácil conquista em 12 de novembro de 1184 ou 22 de maio de 1185 quando a guarnição estava ausente e os habitantes estavam na mesquita.
Derrotando as tropas almóadas que retornavam para Bugia, Ali ganhou apoio de vários árabes nômades hilálios dos judâmidas, rias e atebajes. Deixando o governo de Bugia com seu irmão Iáia, marchou para oeste, capturando Argel, Achir, Muzaia e Miliana, e então, retornando para leste e recrutando vários aliados no caminho, ocupou Alcalá dos Banu Hamade e sitiou Constantina. Ciente de seus sucessos, o califa Abu Iúçufe Iacube (r. 1184–1199) enviou de Ceuta expedição marítima e terrestre sob seu sobrinho, o saíde Abu Zaíde, que retomou as cidades perdidas e expulsou Iáia de Bugia na primavera de 1186 e marchou contra Ali. Ali foi forçado a erguer o bloqueio de Constantina e, fugindo pelo deserto, passou pelo sul do Orés e alcançou Jaride, que tornar-se-ia sua base de operações, onde tomou Tozir e Gafsa com ajuda dos árabes locais. Se colocando como um soberano, prestou homenagem ao califa abássida Anácer (r. 1180–1225), que prometeu apoiá-lo. De Gafsa, foi a Trípoli, onde se aliou com Caracuxe, escravo liberto de origem armênia de um sobrinho do sultão Saladino (r. 1174–1193), que governou o país com tropas oguzes. Com reforços oguzes e árabes dos Banu Hilal e solaimitas, Ali entrou na Ifríquia, deixando um rastro de destruição. Tentou capturar Mádia e Túnis, mas precisou fugir ao Jaride ao saber que Abu Iúçufe Iacube marchava contra ele.
Ele foi perseguido por 6 000 cavaleiros e se empenhou em atraí-lo para seu território, onde os confronta em Umra, perto de Gafsa, e inflige-lhes pesada derrota em 24 de junho de 1187. Iacube marchou contra Cairuão, impedindo que fosse a Gafsa e derrotando-o em Alhama em 14 de outubro; as tropas de Ali foram aniquiladas, mas ele escapou. Em 15 de outubro, Iacube marchou contra Caracuxe e ocupou-lhe sua base em Gabes, capturando sua família e apossando‑se de seus tesouros, mas poupando‑lhe a vida. Após essas vitórias, esforçou-se para restabelecer a autoridade almóada nas regiões conturbadas, organizando missões de limpeza no Jaride, o rico manancial que alimentava forças inimigas, e tomando Tozir, Taquius, Nafti e Gafsa, onde castigou agentes ganíadas com rigor, mas mostrou clemência com os turcomanos oguzes do exército inimigo. Em meio a isso, Ali faleceu em 1188 e o poder passou para seu irmão Iáia, que pelos 40 anos seguintes causou duros golpes no Califado Almóada.